# Ali Abbasi
Ali Abbasi (persisk: علی عباسی, født i 1981 i Teheran) er en iransk-dansk filminstruktør og manuskriptforfatter. Han flyttede i 2002 til Stockholm i Sverige, hvor han i 2007 færdiggjorde en bachelor i arkitektur. I 2007 flyttede han til København, hvor han blev uddannet fra instruktørlinjen på Den Danske Filmskole. Abbasi er bosat i København og har såvel dansk som iransk statsborgerskab.
Han har lavet fire spillefilm; gyseren Shelley, den svensk-danske Grænse, der vandt hovedprisen i Un Certain Regard på Cannes Festival, thrilleren Holy Spider (2022) og The Apprentice (2024), der handler om Donald Trump som ung mand.
Abbasi har modtaget en række filmpriser, heriblandt Carl Th. Dreyer Prisen i 2023.

## Filmografi
- M for Markus (2011, kortfilm)
- Shelley (2016)
- Grænse (2018)
- Holy Spider (2022)
- The Apprentice (2024)